# Židovská obec v Sušici
První zprávy o židovském obyvatelstvu (a obci) v Sušici (německy dříve Schüttenhofen), okres Klatovy, Plzeňský kraj, pocházejí ze 16. století. Od 17. století se jejich počet zvyšuje, aby dosáhl svého vrcholu v roce 1860 se 300 osobami. Žili v ghettu, zejména v bývalé Židovské ulici (Judenstraße). Po jejich deportaci do koncentračních táborů v roce 1942 se na konci války vrátilo pouze deset osob a židovská obec nebyla obnovena.

## Historie
První písemná zmínka o židovském obyvatelstvu v Sušici pochází z roku 1562 ze záznamů tzv. smolné knihy., a již dva roky později, 1564, se o Židech v obci zmiňuje i kniha cechu sladovnického. První zpráva o číselné síle Židů ve městě pochází z berní ruly z let 1654 až 1655, kde je zmíněno 14 mužských židovských obyvatel.
Základní informace o židovských obyvatelích, jako je datum narození a úmrtí a manželství, byly zavedeny vyhláškou až v únoru 1827, které byly vedeny od roku 1839 jako židovské matriky. Počet židovských obyvatel, trvale žijících v komunitě, byl omezen: jednalo se o tzv. „familianty“, tedy v tomto případě o hlavy židovských rodin, které se v zemi usadili v průběhu raabizace. Tak zvaný familiantský zákon zpřísňoval podmínky růstu židovského obyvatelstva. Za poplatek se židovští občané nacházeli pod ochranou obce. Po revolučním roce 1848 (kdy do městské národní gardy se připojilo téměř 30 židovských občanů) došlo k uvolnění těchto předpisů: Židé se mohli více podílet na společenském životě, snadněji obchodovat a kupovat a stavět domy mimo ghetto. K novým konfliktům došlo až roku 1866 v důsledku antižidovských pogromů.

### Šoa
Asi 90 Židů, žijících v Sušici, bylo 27. listopadu 1942 přepraveno do Klatov, poté 30. listopadu 1942 deportováno transportem Ce z Klatov do koncentračního tábor Terezín a následně do vyhlazovacího tábora Auschwitz II (Auschwitz-Birkenau, česky Osvětim-Březinka). Většina z nich byla zavražděna, pouze deset se vrátilo po válce. Židovská komunita nebyla obnovena.

## Vývoj židovské populace
V 16. století žilo v Sušici jen několik židovských rodin. V roce 1618 nebyli v obci zaznamenáni žádní židovští obyvatelé. Židovská populace v Sušicích se poté rozvíjela takto]:
| 1625       | 1 rodina               |                                       |
| 1654/55    | 14 osob                |                                       |
| kolem 1700 | 10 rodin               |                                       |
| 1734       | 93 osob v 15 rodinách  |                                       |
| 1748       | 76 osob                |                                       |
| 1791       | 14 rodin               |                                       |
| 1825       | 124 osob v 26 rodinách |                                       |
| kolem 1860 | asi 300 osob           | asi 7 prozent celkového obyvatelstva  |
| 1890       | 171 osob               | asi 2 prozenta celkového obyvatelstva |
| 1930       | 112 osob               | asi 1 prozento celkového obyvatelstva |